# Liste der Stolpersteine in Rieste
Diese Liste der Stolpersteine in Rieste enthält Stolpersteine, die im Rahmen des gleichnamigen Projekts von Gunter Demnig in Rieste verlegt wurden. Mit ihnen wird an die Riester Opfer des Nationalsozialismus erinnert.

## Verlegte Stolpersteine
| Person            | Adresse           | Verlegedatum  | Inschrift | Bild                               |
| ----------------- | ----------------- | ------------- | --- | ---------------------------------- |
| Wilhelm Eckelmann | Maschortstraße 50 | 17. Sep. 2018 | Hier wohnte Wilhelm Eckelmann Jg. 1900 ‘Schutzhaft’ Aug. 1941 Unangepasstes Verhalten Sachsenhausen Aktion ‘Klinkerwerk’ Ermordet 5.12.1941 | Stolperstein für Wilhelm Eckelmann |